# Edudant a Francimor

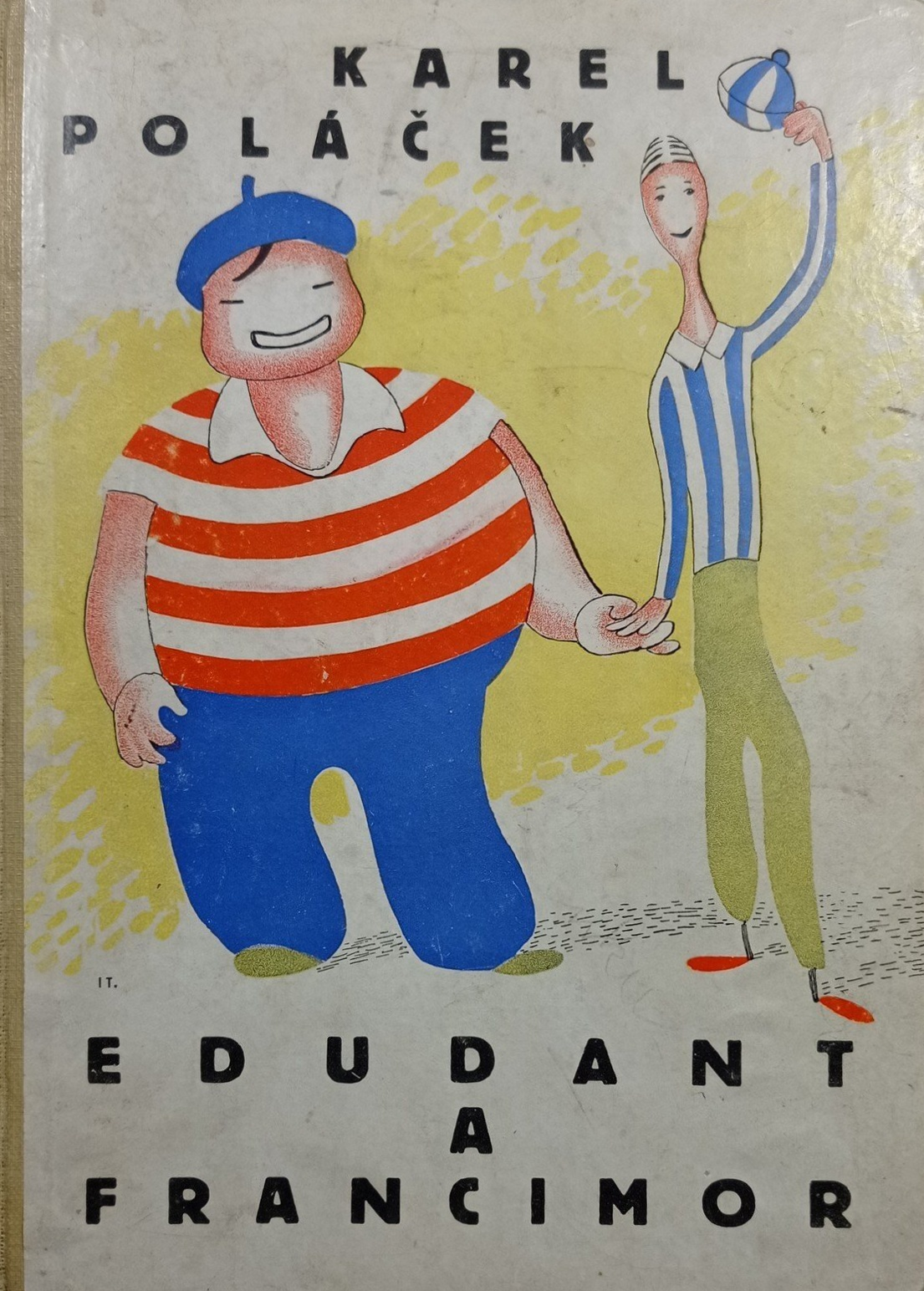
Josef Čapek, obálka 1. vydání (1933)

Edudant a Francimor je kniha pro děti z roku 1933. Jejím autorem je český spisovatel Karel Poláček. Text humorně zpracovává příběhy Edudanta a Francimora, synů kouzelnice Halabáby, kteří se díky kouzlům společně se svými spolužáky dostávají mezi loupežníky, víly, nebo třeba k vodníkovi a zažívají velká dobrodružství.

## Děj
Slavná kouzelnice Halabába má dva syny – Edudanta a Francimora. Jednoho dne je vyslala do města, aby nechali opravit její kolo, které využívala při svém čarování. Ve městě ale hochy zahlédl okresní školní inspektor, který zjistil, že hoši nechodí do školy, a tak Halabába obdržela od úřadu dopis, že podle zákona musí do školy chodit i její synové. Těm se ale ve škole nelíbilo, a tak využívali svých zkušeností z kouzlení – jednou si vyčarovali zvonění, kdy chtěli, jindy zase oživili zápis z tabule (z tabule vyrostl smrk atd.). Nikoho ale nenapadlo, že se jedná o jejich práci, dokud neukradli matce Halabábě kouzelné koště, na které nasedli společně s celou třídou a zkrátili si tak cestu na třídní výlet na zříceninu hradu. Zatímco se po příletu občerstvili v restauraci, dorazil pěšky do vesnice hladový a rozzuřený pedagogický sbor v čele s panem ředitelem a dvěma žáky, kteří odmítli s ostatními letět. Edudant a Francimor dostali přísnou důtku.
Dětem se ale jejich kouzla líbila, a tak přemluvily Edudanta a Francimora, aby na koštěti mohli letět i zpět, a tak tedy vyrazili. V oblacích ale odhalili závadu na koštěti, a tak museli přistát a hledali místo, kde by mohli přespat. Když zjistili, že v chaloupce bydlí loupežníci, chtěli vzít nohy na ramena, ale nestihli to. Naštěstí si loupežníci nechali vysvětlit, že pro ně nejsou nebezpeční, a tak jim připravili večeři a nocleh. Druhý den loupežníci vyrazili na lup, a tak děti loupežníkům uklidily v chaloupce. Poté se vydaly na procházku do lesa, kde viděly víly a vodníka.
Po návratu loupežníků z úspěšného lupu dostali Edudant a Francimor lákavou nabídku – naskočit do fotbalového zápasu proti jiné loupežnické tlupě. Oba byli úspěšní – Francimor jako brankář nepustil jediný gól a Edudant vstřelil dvanáct gólů. Jejich výkon ocenil sám král trpaslíků Šišlimán, který svým vyznamenáním povýšil bratry do šlechtického stavu. Navštívili také vodníka (pana Vodňanského), který je společně se školní mládeží vzal na výlet pod hladinu svého rybníka.
Nadešel čas se rozloučit s loupežníky a vrátit se domů, ale vůdce loupežníků s tím nesouhlasil a pro jistotu je všechny zatkli. Naštěstí je zachránil král trpaslíků, a tak se mohli žáci v čele s Edudantem a Francimorem vydat na zpáteční cestu. I přesto, že se za nimi loupežníci vydali, Edudant díky svému kouzlu rozkýchal celou tlupu a získal náskok. Kýchání loupežníků slyšel i loupežník Pištolák, který loupežníky odvedl do města, kde je vsadili do vězení.
Edudant a Francimor a školní mládež se vydali dál na své cestě k domovu. Minuli město, kde se psi chovali jako lidé, v další obci pro nedostatek financí nastoupili do služby jako číšníci. V té obci se jim ale ztratil Francimor, vítr ho odvál přes hory na plovárnu, kde se schoval do košíčku s vyšíváním a stal se součástí výšivky – tak moc byl malý. Výšivka se dostala ke králi, který měl rád lidské maso, a ten si výšivku pověsil nad postel. Francimorovi se sice povedlo vymotat z výšivky, ale omylem se dostal do žaludku krále! Mezitím, co Francimor trápil krále v žaludku, dopluli do země po lodi Edudant se školní mládeží. Tam se dozvěděli, jak král stůně a nikdo ho nemůže vyléčit, a tak se Edudant představil jako lékař a zjistil, co králi je. K jeho štěstí zjistil, že to je Francimor, kdo zlobí králův žaludek. Jaké to bylo šťastné shledání!
Král Edudantovi i Francimorovi za odměnu chtěl veselku vystrojit a dát jim za ženy své dcery. To ale bratři nechtěli, a tak vyčarovali čerty, které požádali, aby zničili království a krále vzali do pekla. Dali se tedy se školní mládeží na útěk a z dáli slyšeli, jak čerti ničí palác a chechtají se při cestě do pekla s královskou rodinou. Cestou zpět se ještě zastavili pozdravit vodníka pana Vodňanského a pak rovnou domů! Doma už je čekala rozhněvaná kouzelnice Halabába, která jim oznámila, že je vyloučili ze školy. A tak Edudant s Francimorem zůstali doma a stali se z nich šikovní kouzelníci.

## Přijetí díla a interpretace

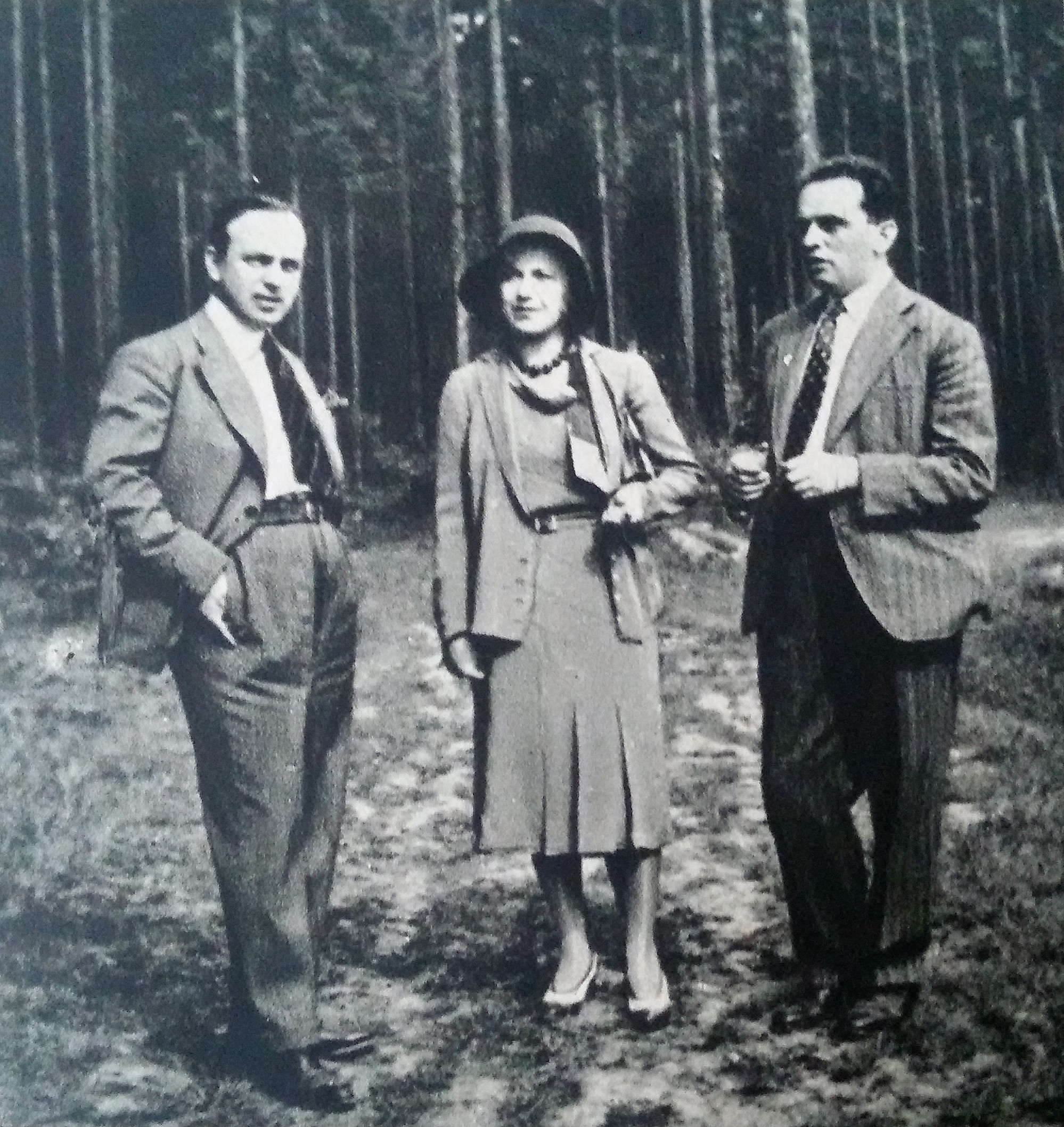
Autor knihy Karel Poláček (vpravo) v roce 1931

Vznik Poláčkovy pohádkové práce a vzpomínku na zrození Edudanta a Francimora ve Zlatém máji popsala spisovatelova dcera Jiřina Jelinowiczová. Příběhy těchto bratrů vznikaly společných procházkách Poláčka s dcerou, kdy Jiřina prosila tatínka, aby jí vypravoval pohádku. Třeba kocour Šmakovník byl inspirován kocourem dědečka Jiřiny, kozel Rudolf zase patřil majitelce penzionu. „Byl to takový pěkný lesík na kopečku, kde rostly malé doubky i habry i všelijaké jiné stromy. Cestička se vinula dolů, až se přišlo i na malý palouček, kde byl rybníček zarostlý žabincem, tam určitě v noci tančily rusalky a vodník jim k tomu hrál na saxofon.“
Přestože je Poláčkovo dílo považováno za dětskou knihu, patří podle některých kritiků mezi dětskou literaturu jen částečně. František Buriánek se domníval, že aby dítě v knize pochopilo úplně vše (např. ironii, klišé slov, parodii pohádkářského slovníku,...) musí mít přečteno tolik knih a mít tolik životních zkušeností, že vlastně přestává být dítětem. To ale nemění nic na tom, že kniha děti baví.
Podle Jiřího Holého se knihou Edudant a Francimor zařadil Karel Poláček k pokračovatelům svébytné, humorné pohádkové poetiky Karla Čapka – původně démonické bytosti jako rusalka nebo vodník vystupují v prostoru, kde chybí absolutní zlo, trochu bezradně a potřebují pomoci. Spojení strašidelných bytostí a každodenního života později hojně využívala i československá televizní produkce. Zdeněk Pešat a Eva Strohsová hodnotí Poláčkův humor jako slovní a situační, založený na převracení tradičních pohádek a bez jednoznačných pravidel. Poláček podle nich pro komické účely nejčastěji využívá konvence každodenní mezilidské komunikace.

## Adaptace
Podle knihy Edudant a Francimor vznikly dvě dramatizace.
- 1986 rozhlasová pohádka, napsala: Eva Košlerová, dramaturgie: Ivan Hubač, hudba: Miroslav Kořínek, režie: Karel Weinlich. Účinkovali: Edudant Jiří Lábus, Francimor Oldřich Kaiser, Halabába, jejich matka Jana Synková, školní inspektor Jiří Schmitzer, vůdce loupežníků Celerini Jiří Wimmer, loupežníci Tomáš Longa, Radim Vašinka, Antonín Hardt, kapitán Jan Schmid, vichřice Jaroslava Kretschmerová, král Vladimír Kratina, Adolf Kohuth, Jana Koubková, Alena Rychetská a Marie Jakoubková.
- 1993 šestadvacetidílný animovaný večerníček Z deníku žáka III.B aneb Edudant a Francimor, režieː Jaroslava Havettová. Hlas pohádce propůjčil Milan Šteindler, hudbu složil Petr Hapka. O tři roky později získala Havettová cenu Stříbrný střevíček na zlínském filmovém festivalu.